# 尾形正茂
尾形 正茂（おがた まさしげ、1964年6月4日 - ）は、日本の写真家。東京都台東区入谷出身。

## プロフィール
埼玉県立越谷北高等学校卒業後の1984年に東京写真専門学校に入学。在学中に小松敬典に師事。専門学校卒業後の1986年に集英社が開催した「青年写真大賞」に応募し準グランプリを受賞。この縁もあってか、同年4月から集英社の専属カメラマンになる。6年間専属カメラマンとして活動した後1992年にフリーとなる。翌年4月に「尾形写真事務所」を設立。2001年に事務所名を「シェルパ」に変更し現在に至る。
主に雑誌、写真集グラビア撮影、CDやDVDジャケットの撮影を手掛ける。

## 主な作品

### 写真集
- 安めぐみ：『MEGUMING』（ワニブックス）
- 安達祐実：『DAY DREAM』（音楽専科社）
- 水樹奈々：『Iris』（音楽専科社）
- 森高千里：『STEP BY STEP』（アップフロントブックス）
- モーニング娘。：『アロハロ!モーニング娘。』（角川書店）
- 南條愛乃：『じょる旅！inグアム』（学研パブリッシング）
- 田中美海：『らすとてぃーんさまー 』（学研マーケティング）
- 生田衣梨奈：『衣梨奈』（オデッセー出版）
- 吉岡茉祐：『Switch』（学研マーケティング）
- 小倉唯：『yui memory』（学研パブリッシング）

### ジャケット
- シャ乱Q：『GOLDEN Q』（1996年）
- 鬼束ちひろ：『月光』（2000年）
- ゴスペラーズ：『誓い』（2001年）
- モーニング娘。：『ザ☆ピ～ス!』（2001年）
- ソニン：『ほんとはね。』（2004年）
- 葉加瀬太郎：『What a Day...』（2004年）
- タッキー＆翼：『Venus』（2006年）
- 乃木坂46：『ぐるぐるカーテン』（2012年）

### 雑誌
- 集英社：『週刊ヤングジャンプ』、『週刊プレイボーイ』
- 講談社：『フライデー (雑誌)』、『週刊ヤングマガジン』
- 角川書店：『ザテレビジョン』
- 日経ナショナルジオグラフィック：『ナショナルジオグラフィック』日本版

他多数。